# Dipodium scandens
Dipodium scandens là một loài thực vật có hoa trong họ Lan. Loài này được (Blume) J.J.Sm. mô tả khoa học đầu tiên năm 1905.